# Гильхинг
Гильхинг (нем. Gilching) — община в Германии, в земле Бавария. 
Подчиняется административному округу Верхняя Бавария. Входит в состав района Штарнберг.  Население составляет 17 445 человек (на 31 декабря 2010 года). Занимает площадь 31,49 км².
Коммуна подразделяется на 2 сельских округа.
Поселение кельтского происхождения.